# Тулча
Тулча (рум. Tulcea, рус. Тулча, тур. Hora-Tepé) град је у Румунији. Она се налази на истоку земље, у историјској покрајини Добруџа. Тулча је управно средиште истоименог округа Тулча.
Тулча се простире се на 115 km² и према последњем попису из 2002. године у граду је живело 91.875 становника.

## Географија
Град Тулча је један од најнижих градова на Дунаву, захваљујући којем се град и развио. Тулча се развила на месту где где побрђе северне Добруџе избија на Дунав, који после тога улази у своју велику делту. Са таквим положајем град је постао место са којег је било лако надзирати околно мочварно подручје. Захваљујући томе град је данас позната лука у Румунији.

## Становништво
У односу на попис из 2002, број становника на попису из 2011. се смањио.
| 1966.  | 1977.  | 1992.  | 2002.  | 2011.  |
| ------ | ------ | ------ | ------ | ------ |
| 35.561 | 61.729 | 97.904 | 92.762 | 73.707 |

Матични Румуни чине већину градског становништва, али присутне су и мањине. Национална структура у граду по ппоису из 2002. године била је следећа:
- Румуни 83.919 (91,34%)
- Руси (махом Староверци) 3.129 (3,40%)
- Турци 1.274 (1,39%)
- Роми 1.260 (1,37%)
- Украјинци 615 (0,67%)

## Знаменитости
Делта Дунава, као најзначајнији и међународно најпознатији национални парк у Румунији, је веома близу Тулче, па је град познат као главна туристичка испостава за туристичке туре по делти.
Тулча је и важна лука и речни гранични прелаз ка оближњој Украјини.

## Партнерски градови
- Олборг
- Werkendam
- Априлија
- Fratta Polesine
- Ровиго
- Amasya
- Измаил
- Илио
- Шумен
- Општина Олборг
- Larnaca Municipality